# Lijst van oorlogsverklaringen tijdens de Tweede Wereldoorlog
Deze pagina geeft een overzicht van alle officiële oorlogsverklaringen tijdens de Tweede Wereldoorlog (1939-1945). 

## Audio
|  | |
|  | Premier Neville Chamberlain van het Verenigd Koninkrijk verklaart de oorlog aan Duitsland tijdens een speech van 3 september 1939 (download·info) |

|  | |
|  | Franklin Delano Roosevelt spreekt voor het Amerikaans congres zijn oorlogsverklaring uit aan Japan tijdens een speech van 8 december 1941: A date which will live in infamy. (download·info) |

## Tabel
| Onderstaande staten | waren in oorlog met                    | vanaf            |
| ------------------- | -------------------------------------- | ---------------- |
| België              | Duitsland                              | 10 mei 1940      |
| België              | Italië                                 | 11 juni 1940     |
| Bulgarije           | Joegoslavië                            | 15 april 1941    |
| Bulgarije           | Griekenland                            | 15 april 1941    |
| Bulgarije           | Verenigd Koninkrijk                    | 13 december 1941 |
| Bulgarije           | Verenigde Staten                       | 13 december 1941 |
| Bulgarije           | Sovjet-Unie                            | 5 september 1944 |
| Bulgarije           | Duitsland                              | 8 september 1944 |
| Duitsland           | Polen                                  | 1 september 1939 |
| Duitsland           | Verenigd Koninkrijk                    | 3 september 1939 |
| Duitsland           | Frankrijk                              | 3 september 1939 |
| Duitsland           | Australië                              | 3 september 1939 |
| Duitsland           | Nieuw-Zeeland                          | 3 september 1939 |
| Duitsland           | Brits-Indië                            | 3 september 1939 |
| Duitsland           | Tsjecho-Slowakije                      | 3 september 1939 |
| Duitsland           | Zuid-Afrika                            | 7 september 1939 |
| Duitsland           | Canada                                 | 9 september 1939 |
| Duitsland           | Noorwegen                              | 9 april 1940     |
| Duitsland           | Denemarken                             | 9 april 1940     |
| Duitsland           | Nederland                              | 10 mei 1940      |
| Duitsland           | België                                 | 10 mei 1940      |
| Duitsland           | Luxemburg                              | 10 mei 1940      |
| Duitsland           | Griekenland                            | 6 april 1941     |
| Duitsland           | Joegoslavië                            | 6 april 1941     |
| Duitsland           | Sovjet-Unie                            | 22 juni 1941     |
| Duitsland           | China                                  | 9 december 1941  |
| Duitsland           | Verenigde Staten                       | 11 december 1941 |
| Duitsland           | El Salvador                            | 11 december 1941 |
| Duitsland           | Guatemala                              | 11 december 1941 |
| Duitsland           | Nicaragua                              | 11 december 1941 |
| Duitsland           | Haïti                                  | 11 december 1941 |
| Duitsland           | Dominicaanse Republiek                 | 11 december 1941 |
| Duitsland           | Cuba                                   | 11 december 1941 |
| Duitsland           | Honduras                               | 11 december 1941 |
| Duitsland           | Costa Rica                             | 11 december 1941 |
| Duitsland           | Panama                                 | 11 december 1941 |
| Duitsland           | Mexico                                 | 22 mei 1942      |
| Duitsland           | Brazilië                               | 22 augustus 1942 |
| Duitsland           | Ethiopië                               | 1 december 1942  |
| Duitsland           | Irak                                   | 16 januari 1943  |
| Duitsland           | Bolivia                                | 8 april 1943     |
| Duitsland           | Iran                                   | 9 september 1943 |
| Duitsland           | Italië                                 | 13 oktober 1943  |
| Duitsland           | Colombia                               | 29 november 1943 |
| Duitsland           | Roemenië                               | 25 augustus 1944 |
| Duitsland           | Bulgarije                              | 8 september 1944 |
| Duitsland           | Hongarije                              | januari 1945     |
| Duitsland           | Venezuela                              | 16 februari 1945 |
| Duitsland           | IJsland                                | februari 1945    |
| Duitsland           | Ecuador                                | februari 1945    |
| Duitsland           | Peru                                   | februari 1945    |
| Duitsland           | Chili                                  | februari 1945    |
| Duitsland           | Paraguay                               | februari 1945    |
| Duitsland           | Turkije                                | 23 februari 1945 |
| Duitsland           | Egypte                                 | 24 februari 1945 |
| Duitsland           | Syrië                                  | 26 februari 1945 |
| Duitsland           | Libanon                                | 26 februari 1945 |
| Duitsland           | Saoedi-Arabië                          | 28 februari 1945 |
| Duitsland           | Uruguay                                | maart 1945       |
| Duitsland           | Finland                                | 3 maart 1945     |
| Duitsland           | Argentinië                             | 26 maart 1945    |
| Finland             | Sovjet-Unie                            | 30 november 1939 |
| Finland             | Sovjet-Unie                            | 26 juni 1941     |
| Finland             | Verenigd Koninkrijk                    | 1 december 1941  |
| Finland             | Canada                                 | 1 december 1941  |
| Finland             | Duitsland                              | 3 maart 1945     |
| Frankrijk           | Duitsland                              | 3 september 1939 |
| Frankrijk           | Italië                                 | 10 juni 1940     |
| Griekenland         | Italië                                 | 28 oktober 1940  |
| Griekenland         | Duitsland                              | 6 april 1941     |
| Griekenland         | Bulgarije                              | 15 april 1941    |
| Hongarije           | Joegoslavië                            | 11 april 1941    |
| Hongarije           | Sovjet-Unie                            | 27 juni 1941     |
| Hongarije           | Verenigd Koninkrijk                    | 1 december 1941  |
| Hongarije           | Verenigde Staten                       | 11 december 1941 |
| Hongarije           | Roemenië                               | 8 september 1944 |
| Hongarije           | Duitsland                              | januari 1945     |
| Brits-Indië         | Duitsland                              | 3 september 1939 |
| Irak                | Verenigd Koninkrijk                    | 2 mei 1941       |
| Irak                | Duitsland                              | 10 januari 1943  |
| Irak                | Italië                                 | 10 januari 1943  |
| Iran                | Verenigd Koninkrijk                    | 25 augustus 1941 |
| Iran                | Sovjet-Unie                            | 25 augustus 1941 |
| Iran                | Duitsland                              | 1 maart 1945     |
| Italië              | Verenigd Koninkrijk                    | 10 juni 1940     |
| Italië              | Frankrijk                              | 10 juni 1940     |
| Italië              | België                                 | 11 juni 1940     |
| Italië              | Griekenland                            | 28 oktober 1940  |
| Italië              | Joegoslavië                            | 6 april 1941     |
| Italië              | Sovjet-Unie                            | 22 juni 1941     |
| Italië              | Verenigde Staten                       | 11 december 1941 |
| Italië              | Duitsland                              | 13 oktober 1943  |
| Japan               | China                                  | 7 juli 1937      |
| Japan               | Verenigde Staten                       | 7 december 1941  |
| Japan               | Nederland                              | 8 december 1941  |
| Japan               | Verenigd Koninkrijk met het Gemenebest | 9 december 1941  |
| Japan               | Mexico                                 | 22 mei 1942      |
| Japan               | Sovjet-Unie                            | 8 augustus 1945  |
| Joegoslavië         | Duitsland                              | 6 april 1941     |
| Joegoslavië         | Italië                                 | 6 april 1941     |
| Joegoslavië         | Hongarije                              | 11 april 1941    |
| Joegoslavië         | Bulgarije                              | 15 april 1941    |
| Kroatië             | kiest de zijde van Duitsland           | 10 april 1941    |
| Luxemburg           | Duitsland                              | 10 mei 1940      |
| Mexico              | Japan                                  | 22 mei 1942      |
| Mexico              | Duitsland                              | 22 mei 1942      |
| Nederland           | Duitsland                              | 10 mei 1940      |
| Nederland           | Italië                                 | 10 juni 1940     |
| Nederland           | Japan                                  | 8 december 1941  |
| Noorwegen           | Duitsland                              | 9 april 1940     |
| Polen               | Duitsland                              | 1 september 1939 |
| Roemenië            | Sovjet-Unie                            | 22 juni 1941     |
| Roemenië            | Verenigd Koninkrijk                    | 1 december 1941  |
| Roemenië            | Canada                                 | 1 december 1941  |
| Roemenië            | Verenigde Staten                       | 19 juli 1942     |
| Roemenië            | Duitsland                              | 25 augustus 1944 |
| Roemenië            | Hongarije                              | 8 september 1944 |
| Slowakije           | Sovjet-Unie                            | 24 juni 1941     |
| Sovjet-Unie         | Finland                                | 30 november 1939 |
| Sovjet-Unie         | Duitsland                              | 22 juni 1941     |
| Sovjet-Unie         | Italië                                 | 22 juni 1941     |
| Sovjet-Unie         | Roemenië                               | 22 juni 1941     |
| Sovjet-Unie         | Slowakije                              | 24 juni 1941     |
| Sovjet-Unie         | Finland                                | 26 juni 1941     |
| Sovjet-Unie         | Hongarije                              | 27 juni 1941     |
| Sovjet-Unie         | Iran                                   | 25 augustus 1941 |
| Sovjet-Unie         | Bulgarije                              | 5 september 1944 |
| Sovjet-Unie         | Japan                                  | 8 augustus 1945  |
| Syrië               | Verenigd Koninkrijk                    | 5 juni 1941      |
| Syrië               | Duitsland                              | 26 februari 1945 |
| Turkije             | Duitsland                              | 23 februari 1945 |
| Verenigd Koninkrijk | Duitsland                              | 3 september 1939 |
| Verenigd Koninkrijk | Italië                                 | 10 juni 1940     |
| Verenigd Koninkrijk | Irak                                   | 2 mei 1941       |
| Verenigd Koninkrijk | Syrië                                  | 5 juni 1941      |
| Verenigd Koninkrijk | Iran                                   | 25 augustus 1941 |
| Verenigd Koninkrijk | Roemenië                               | 1 december 1941  |
| Verenigd Koninkrijk | Finland                                | 1 december 1941  |
| Verenigd Koninkrijk | Hongarije                              | 1 december 1941  |
| Verenigd Koninkrijk | Japan                                  | 9 december 1941  |
| Verenigd Koninkrijk | Bulgarije                              | 13 december 1941 |
| Verenigde Staten    | Japan                                  | 7 december 1941  |
| Verenigde Staten    | Duitsland                              | 11 december 1941 |
| Verenigde Staten    | Italië                                 | 11 december 1941 |
| Verenigde Staten    | Hongarije                              | 11 december 1941 |
| Verenigde Staten    | Bulgarije                              | 13 december 1941 |
| Verenigde Staten    | Roemenië                               | 19 juli 1942     |